# Svetli Dol
Svetli Dol je naselje u slovenskoj Općini Štoru. Svetli Dol se nalazi u pokrajini Štajerskoj i statističkoj regiji Savinjskoj. 

## Stanovništvo
Prema popisu stanovništva iz 2002. godine naselje je imalo 73 stanovnika.